# NATO Communications and Information Agency
Het NATO Communications and Information Agency (of NCIA) is een agentschap van de NAVO dat zich bezighoudt met toegepast technisch-wetenschappelijk onderzoek ten behoeve van het bondgenootschap, met name op het gebied van intelligente computersystemen.

## Ontstaan en organisatie
Het NCIA werd opgericht op 1 juli 2012 als gevolg van een fusie tussen het NAVO C3 Agentschap, het NAVO ACCS Management Agentschap (NACMA), het NAVO Communicatie and Informatiesystemen Diensten Agentschap (NCSA), het ALTBMD Programma Kantoor en delen van het NAVO Hoofdkwartier ICTM. Het NCIA heeft een staf van 3100 medewerkers, waarvan militair- en burgerpersoneel elk de helft vormen. Het agentschap maakt deel uit van de NAVO Communicatie and Informatie Organisatie (NCIO).

## Taken
Teneinde de alliantie te versterken door haar strijdkrachten te verbinden, heeft het NCIA als taak de levering van veilige, samenhangende, kostenefficiënte en interoperabele communicatie- en informatiesystemen en diensten ter ondersteuning van overleg, de commandostructuur en het faciliteren maken van inlichtingenwerk, bewaking- en verkenningsmogelijkheden voor de NAVO, waar en wanneer dat nodig is. Het omvat Informatietechnologie (IT) ondersteuning voor de bedrijfsvoeringsprocessen van de alliantie (ten behoeve van de voorziening  van gemeenschappelijke IT diensten) voor het NAVO-hoofdkwartier, de commandostructuur en de diverse NAVO-agentschappen.
Concreet:
- Verbindt de alliantie.
- Verdedigt haar netwerken.
- Zorgt voor een snelle steun aan de NAVO-operaties en missies.
- Levert essentiële functionaliteit, waaronder: de bevelvoering- en besturingstechnologie voor de ballistische raketten verdediging van de NAVO, het Luchtcommando- en Controlesysteem (ACCS), ondersteuning van het gezamenlijke ISR-Initiatief van de NAVO en de Gemeenschappelijke Missie Netwerken (FMN).
- Via bilaterale en multinationale projecten ondersteunt het NCIA de NAVO en haar partnernaties bij de ontwikkeling van interoperabele en kosteneffectieve mogelijkheden op het gebied van C4ISR.
- Daarnaast biedt het NCIA ondersteuning aan landen door certificering van hun NAVO reactiestrijdmacht-onderdelen, door hergebruik van oplossingen welke zijn beproefd in Afghanistan.

## Vestigingen
Het NCIA werkt vanuit ruim 30 vestigingen verspreid over Europa, Noord-Amerika en Zuidoost-Azië. De centrale voorzieningen zijn verdeeld over de hoofdvestigingen in Brussel en Mons in België en Den Haag in Nederland.